# SiIvaGunner
 (juin 2021).
SiIvaGunner (prononcé en anglais : /ˈsiːvəˌɡʌnər/), anciennement connue sous le nom GiIvaSunner (prononcé en anglais : /ˈɡiːvəˌsʌnər/), est une chaîne YouTube de parodie musicale originaire des Pays-Bas, publiant principalement des ré-interprétations et mashups de bandes sonores de jeux vidéo, en référence à d'autres musiques en lien (ou non) avec le son d'origine ou à des mèmes Internet.
La chaîne avait pour but de tromper les spectateurs peu méfiants du nom, s'inspirant directement de GilvaSunner (avec un "L" minuscule), autre chaîne populaire qui publiait les bandes originales de multiples jeux vidéo. Cette dernière a été clôturée en février 2022, à la suite de diverses plaintes pour atteinte aux droits d'auteur de la part de Nintendo.

## Nom de la chaîne et concept
Lorsque la bande originale d'un jeu n'est pas publiée indépendamment de celui-ci, le seul moyen de l'écouter est de jouer au jeu en question. Or, il peut être difficile de profiter des œuvres musicales dans le jeu, sans être parasité par divers effets sonores, voix et bruits d'ambiances. La chaîne YouTube originale GilvaSunner (avec un "L" minuscule) avait donc pour concept d'extrair les musiques de jeux-vidéos, les « rips » (de l'anglais « ripping » désignant les méthodes d'extraction de contenu), en haute qualité et de les mettre à disposition du public.
La chaîne parodique GiIvaSunner (avec un "i" majuscule) fut créée en mars 2016, le nom suscitant la confusion entre les deux chaînes. En avril de la même année, YouTube suspend la chaîne[source secondaire souhaitée]. Elle sera restaurée un peu plus tard, cette fois sous le nom de SiIvaGunner.
Le concept de cette chaîne est donc de piéger les internautes en faisant croire à un véritable « rip » de la bande d'un jeu, alors qu'il s'agit d'une version modifiée (parfois subtilement). Ce concept se rapproche du "bait and switch" sur Internet comme le rickrolling, des vidéos au titre aguicheur redirigeant toujours vers un clip de Rick Astley. Les créateurs de la chaîne jouent ouvertement de cet aspect trompeur, le site officiel affichant le slogan "I only upload high quality video game rips", (je publie uniquement des "rips" de jeux vidéo de haute qualité) clairement ironique.
La chaîne SiIvaGunner met en ligne deux types de faux « rips » : les mashups mêlant deux œuvres différentes ensemble, ainsi que les ré-interprétations ou « melody changes » (changements de mélodie) ; il s'agit d'extraire du jeu les instruments utilisés, en plus des partitions MIDI, puis de re-composer et modifier les mélodies dans un DAW.
On peut distinguer deux styles au sein des ré-interprétations : d'une part, les ré-interprétations comiques visant à incorporer des mélodies connues, ou complètement décalées dans les œuvres vidéo-ludiques (par exemple, Witch Doctor de Cartoons), ou bien encore d'incorporer des éléments musicaux suscitant le malaise, la gêne et le rire. Puis, on trouve également les "collabs" (collaborations), des ré-interprétations avec un intérêt plus musical, proposant des œuvres composées avec les instruments originaux, et en conservant l'esprit des jeux dont elles dérivent .

## Mèmes etprivate jokes
Au cours des années, la chaîne a accumulé différents mèmes Internet déjà populaires à leurs époques ou bien propres à SiIvaGunner. L'origine du concept provient d'un stream du collectif Vinesauce, jouant à différents jeux de contrefaçon, dont l'un se nommant "7 Grand Dad" stupéfait par son côté bizarre de l'écran titre et de son thème, une version chiptune des Pierrafeus,,.
Liste non exhaustive des mèmes populaires ou marquants de la chaîne,
- 7 Grand Dad ou Les Pierrafeu
- Snow Halation de Love Live!
- Loud Nigra (pornographique)
- Wood Man de Mega Man 2
- Le Générique de The Nutshack
- We Are Number One de Bienvenue à Lazy Town
- Les Simpsons
- Family Guy
- Gangnam Style de Psy
- Space Jam (en) de Quad City DJ's (en)
- Crank That de Soulja Boy
- S.L.A.B. Freestyle de Chip de Ripper
- Megalovania d'Undertale
- DK Rap de Donkey Kong 64
- All Star de Smash Mouth
- Beaned (mème)
- Chad Warden
- "Minecraft with Gadget" de Cinemassacre
- Angry Joe du groupe de vidéastes Channel Awesome
- Harlem Shake de Baauer
- Yankin' de Lady
- Smooth de Santana ft. Rob Thomas
- Temporary Secretary (en) de Paul McCartney
- Watch Me (Whip / Nae Nae) de Silentó
- Among Us Trap Remix de Leonz
- Puzzle Room de Kirby: Planet Robobot
- Big Chungus (mème) de Bugs Bunny
- It's Everyday Bro de Jake Paul
- Totino's de Tim & Eric
- Mr Rental
- Haunted House

## Popularité et évolution
En juin 2021, la chaîne principale cumulait plus de 709 millions de vues pour 469 000 abonnés, et 32 vidéos avaient dépassé le million de vues.
Les détenteurs de la chaîne ont annoncé ce qui semblait être une fin potentielle, à plusieurs reprises et de différentes manières,,. Ces annonces mèneront à la sortie d'un album collaboratif gratuit, en décembre 2022. L'album a rencontré un succès limité en comparaison avec l'audience et la popularité de la chaîne,,. Toutefois, d'autres projets à venir pour 2023 ont été annoncés sur le compte Twitter de SilvaGunner.
Fin 2022, la chaîne compte plus d'un milliard de vues pour 560 000 abonnés.
La popularité de SiIvaGunner a rapidement donné naissance à d'autres chaînes avec un concept similaire, tels que TimmyTurnersGrandDad, ou un équivalent francophone, SilvaTrasheurs.

## Contribution
SilvaGunner proposait à ses fans de contribuer anonymement à la chaîne YouTube, par exemple en envoyant leurs "high quality rips" (comprendre, des parodies et ré-interprétations) afin d'être mis en ligne sur la chaîne. Certains contributeurs sont remerciés publiquement dans la vidéo Credits.